# Jean-Louis Tauran
Jean-Louis Tauran (n. 5 aprilie 1943, Bordeaux, Franța – d. 5 iulie 2018, Hartford, Connecticut, SUA) a fost un cardinal francez, între 1990-2003 secretar pentru relațiile cu statele (ministru de externe) al Sfântului Scaun. Din 2007 a fost președinte al Consiliului Pontifical pentru Dialogul Interreligios.
Tauran a fost din 2003 până în 2014 cardinal protodiacon al Curiei Romane, calitate în a anunțat alegerea papei Francisc după Conclavul din 2013.

## Biografie

### Formarea
Jean-Louis Tauran a studiat la Universitatea Pontificală Gregoriană din Roma. A fost licențiat în filosofie și în teologie, doctor în drept canonic. A studiat și la Academia Pontificală Ecleziastică din Roma, precum și la Universitatea Catolică din Toulouse, Franța.
Monseniorul Jean-Louis Tauran a devenit preot la Bordeaux în 20 septembrie 1969, la vârsta de 26 de ani, fiind hirotonit de arhiepiscopul fr:Marius Maziers.

### Preot
După hirotonire a devenit vicar într-o parohie bordeleză, înainte de a fi chemat în 1975, în serviciul diplomatic al Sfântului Scaun. A servit astfel în nunțiaturile apostolice din Republica Dominicană, apoi din Liban, înainte de a reprezenta Sfântul Scaun pe lângă Organizația pentru Securitate și Cooperare în Europa (OSCE).
În 1988 a fost numit sub-secretar al Consiliului pentru Afacerile Publice ale Bisericii.

### Episcop
Poliglot, Monseniorul Jean-Louis Tauran a fost numit Secretar pentru Relațiile Sfântului Scaun cu Statele la Secretariatul de Stat al Sfântului Scaun și arhiepiscop „in partibus” de Thelepte în 1991. A fost consacrat episcop de papa Ioan Paul al II-lea, la 6 ianuarie 1991.

### Cardinal
Creat cardinal de papa Ioan Paul al II-lea în consistoriul din 21 octombrie 2003, cu titlul de cardinal-diacon de Sant'Apollinare alle Terme Neroniane-Alessandrine, a fost numit cardinal arhivist și bibliotecar la Biblioteca Apostolică Vaticană.
La 1 februarie 2007 a devenit președinte al Consiliului Pontifical pentru Dialogul Interreligios.
La 21 februarie 2011, în cursul unui consistoriu, papa Benedict al XVI-lea a confirmat numirea lui Jean-Louis Tauran drept cardinal protodiacon înlocuindu-l pe cardinalul Agostino Cacciavillan. În această calitate, i-a revenit sarcina să anunțe numele noului papă desemnat de Conclavul din 2013. La 13 martie 2013, la ieșirea din conclavul însărcinat să-l aleagă pe succesorul papei demisionar Benedict al XVI-lea, Monseniorul Jean-Louis Tauran a pronunțat celebra formulă latină Habemus papam, anunțând lumii alegerea cardinalului Jorge Mario Bergoglio sub numele de Francisc.

### Camerlengo
Sâmbătă, 20 decembrie 2014, papa Francisc l-a promovat pe Jean-Louis Cardinal Tauran în calitate de camerlengo al Sfintei Biserici Romane. Cardinalul Jean-Louis Tauran a depus jurământul în calitate de camerlengo al Sfintei Biserici Romane, la 9 martie 2015.

### Sănătate
Cardinalul Jean-Louis Tauran a suferit de boala Parkinson.

## Distincții
- Ordinul de Merit al Republicii Austria
  - Großes Goldenes Ehrenzeichen am Bande, 1999
- Ordinul de Merit al Republicii Federale Germania
  - Crucea de Mare Ofițer
- Ordinul de Merit al Republicii Italiene
  - Mare Ofițer, la 19 noiembrie 1988
  - Cavaler Mare-Cruce, la 27 noiembrie 1992[18]
- Ordinul de Merit al Ungariei
  - Comandor cu stea
- Ordinul Gediminas (Lituania)
  - Mare-Cruce, la 28 februarie 2003
- Ordinul Xirka Ġieħ ir-Repubblika (Malta)
  - Membru de Onoare, la 4 februarie 1995
- Ordinul de Merit al Republicii Polone
  - Crucea, la 1 aprilie 2010
- Ordinul de Merit (Portugalia)
  - Cavaler Mare-Cruce, la 21 decembrie 1990
- Ordinul Sfântului Mormânt
  - Cavaler Mare-Cruce
- Ordinul Dublei Cruci Albe (Slovacia)
  - Clasa a II-a, la 28 octombrie 2002
- Ordinul Suveran Militar Ospitalier al Sfântului Ioan de Ierusalim, de Rhodos și de Malta
  - Cavaler Mare-Cruce, 2006